# 临北回族乡
临北回族乡是中华人民共和国安徽省蚌埠市五河县下辖的一个民族乡。

## 行政区划
临北回族乡下辖以下村级行政区划单位：
东元村、临北村、尤巷村、官塘铺村、前坂村、后坂村、段庄村、新划村、黄咀村、十里城村和于家村。